# MIM-23 Хоук
MIM-23 Хоук е американски зенитно-ракетен комплекс, произвеждан от корпорацията Рейтион през Студената война.
Заменен е в Американската армия от MIM-104 Пейтриът през 1994 г., но продължава да се използва в редица страни по света. Според Janes възможността за точно попадение с първи удар е 0,56 за стандартните модели и 0,85 за последните модели. Обсегът на стандартния модел е 25 км с таван 13,7 км. Подобни съветски системи са С-125 и 2К12 Куб.

## Оператори
- Европа: Белгия, Германия, Гърция, Дания, Испания, Италия, Нидерландия, Норвегия, Румъния, Франция, Швеция
- Азия: Бахрейн, Израел, Индонезия, Иран, Йордания, Кувейт, ОАЕ, Саудитска Арабия, Сингапур, Тайван, Турция, Южна Корея, Япония
- Африка: Египет